# Pick (Logistik)
Ein Pick ist in der Logistik eine Tätigkeit oder eine Zähleinheit. Je nach Kontext beschreibt ein Pick:
- die Tätigkeit, in einem Lagerbetrieb Ware von einer Lagereinheit zu entnehmen (picken)
- eine Zähleinheit, die die Häufigkeit der Entnahme von Waren z. B. pro Tag, pro Manntag oder pro Kommissionierung angibt (z. B. „Die Anlage ermöglicht 500 Picks pro Stunde“, „Täglich werden 6.000 Picks durchgeführt“, „Es sind im Schnitt 13,4 Picks je Kommission erforderlich“)

Dabei gibt es zwei unterschiedliche Definitionen, wie Picks gezählt werden:
A. 1 Pick = 1 Zugriff auf eine Lagereinheit mit der Entnahme einer beliebigen Zahl von Teilen oder Kleingebinden. 
Beispiel: Muss eine Auftragsposition (z. B. 3000 Stück Schrauben M5x20) durch Zugriff auf mehrere Lagereinheiten befriedigt werden, weil jede Lagereinheit im Moment des Zugriffs z. B. nur je 2000 Stück enthält, werden mehrere Picks erforderlich (im Beispiel zwei Picks, einer à 2000 Stück, einer à 1000 Stück). 
B. 1 Pick = 1 Griff nach einem Teil oder einem Kleingebinde.
Beispiel: Sind die Schrauben in Kleingebinden verpackt im Lagergebinde (z. B. jeweils zu 100 Schrauben je Tüte, 20 Tüten je Kiste), ist je Kleingebinde ein Pick erforderlich. Sind die Schrauben nicht weiter verpackt, ist je einzelner Schraube ein Pick erforderlich.

## Praxisbeispiel
Ende 2013 lag beim Internetversender Amazon die Vorgabe bei stündlich 120 Picks; laut einem Zeitungsbericht sollten frisch angefangene Picker mindestens 80 Picks pro Stunde erzielen.